# Laser tag

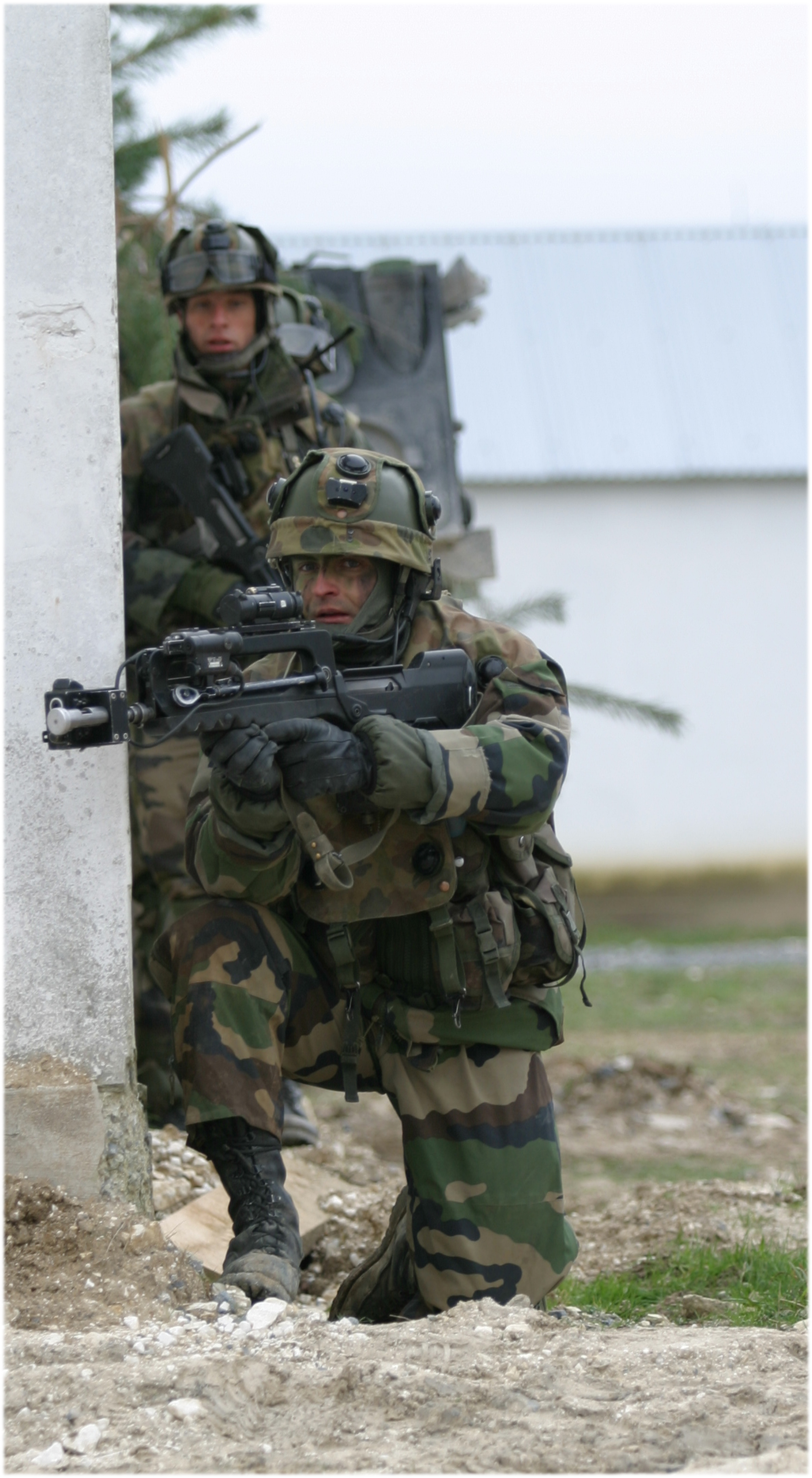
Soldati francesi si allenano con equipaggiamento Laser tag

Il laser tag o lasertag è un gioco di squadra basato sulla simulazione militare. L'attività simula, tramite attrezzature apposite, combattimenti con repliche fedeli di armi da fuoco, derivate dalle armi da softair ASG, in ambientazioni varie, da quelle urbane a luoghi boschivi, tra squadre avversarie che devono conquistare obiettivi prefissati.

## Descrizione e regole
I laser tag di solito si dividono in indoor, definiti laser game, se il gioco si svolge all'interno di locali, denominati arene outdoor, quando quest'ultimo è giocato all'esterno.
A seconda dell'ambiente dove si svolge e del tipo del sistema di gioco, cambiano le tattiche d'ingaggio e gli obiettivi da conquistare.
Il laser tag viene utilizzato in alcuni eserciti nell'ambito di addestramento militare.
È vietato il contatto fisico con l'avversario e l'uso di qualsiasi arma o oggetto che potrebbe recare danno all'avversario. Ogni giocatore è munito di un'arma a raggi infrarossi (totalmente innocui), collegata a dei sensori posti generalmente sul capo o sul corpo. L'obiettivo del giocatore è quello di sparare a tali sensori fino all'eliminazione dell'avversario che sarà inequivocabile poiché manifestata dall'accensione dei suddetti sensori e dall'emissione di un segnale acustico oltre che in alcuni casi da una vibrazione del fucile o del corpetto indossato.
Una società di laserdromo si è rivolta alla Corte Europea perché la città di Bonn gli aveva impedito di continuare questo tipo di attività. La sentenza della Corte Europea ha riconosciuto il diritto del Comune di vietare questo tipo di giochi, consistenti nel simulare uccisioni di esseri umani, in quanto la protezione del rispetto della dignità umana "rappresenta un interesse legittimo tale da giustificare una restrizione della libertà di prestazione dei servizi".

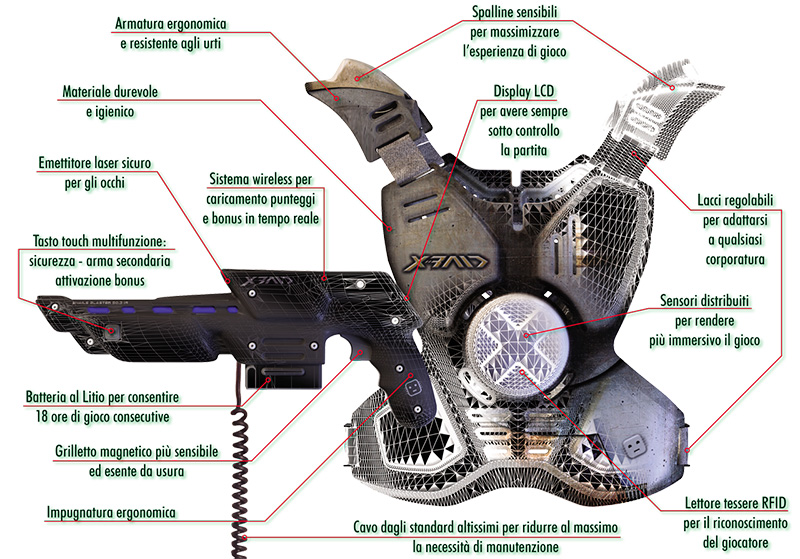
Pettorina e pistola da laser game

Le partite o match hanno obiettivi prefissati che possono essere:
- La conquista di una o più "basi" avversarie;
- La cattura della bandiera avversaria poi da riportare nel proprio territorio;
- La ricognizione di una determinata zona di gioco alla ricerca di postazioni avversarie;
- L'eliminazione di un determinato membro della squadra avversaria
- Lo scortare il vip in un determinato punto evitando la sua cattura e/o eliminazione.
- L'eliminazione della totalità della squadra avversaria ("death match").
- ecc.

Tali obiettivi vengono solitamente svolti, da entrambe le squadre che si alternano in attacco e difesa per rendere il gioco il più equo possibile. Esistono inoltre missioni che seguono il corso di una storia ed evolvono a seconda della vittoria di una squadra o dell'altra, rendendo il gioco ancora più realistico ed appassionante.
Le armi-"laser" sono solitamente fedeli riproduzioni di armi reali (M4, MP5, AK-47, G36 ecc.) ottenute modificando le armi da softair (ASG, airsoft gun), in grado di riprodurre le caratteristiche delle armi reali (peso, cadenza di tiro, danno e, tramite appositi dispositivi, anche a simulare un minimo rinculo). Possono trovarsi sul mercato sia in plastica che in metallo.
Tale sport richiede comunque un minimo di attrezzatura, poiché essendo essenzialmente praticato all'aperto si può incorrere in incidenti quali slogature, distorsioni o graffi. Per tali motivi la maggioranza dei partecipanti gioca munito di anfibi o scarponcini da trekking, ginocchiere e gomitiere (oltre che per rendere più realistico il gioco).
L'uso del computer per la programmazione di tali "armi" ha permesso la creazione di alcuni ruoli speciali quali il medico (capace di distribuire dei "kit medici" per rialzare, comunque non fino al livello iniziale, il livello della vita dei suoi compagni "feriti") e il geniere (che è in grado di distribuire caricatori aggiuntivi a chi li avesse eventualmente terminati).

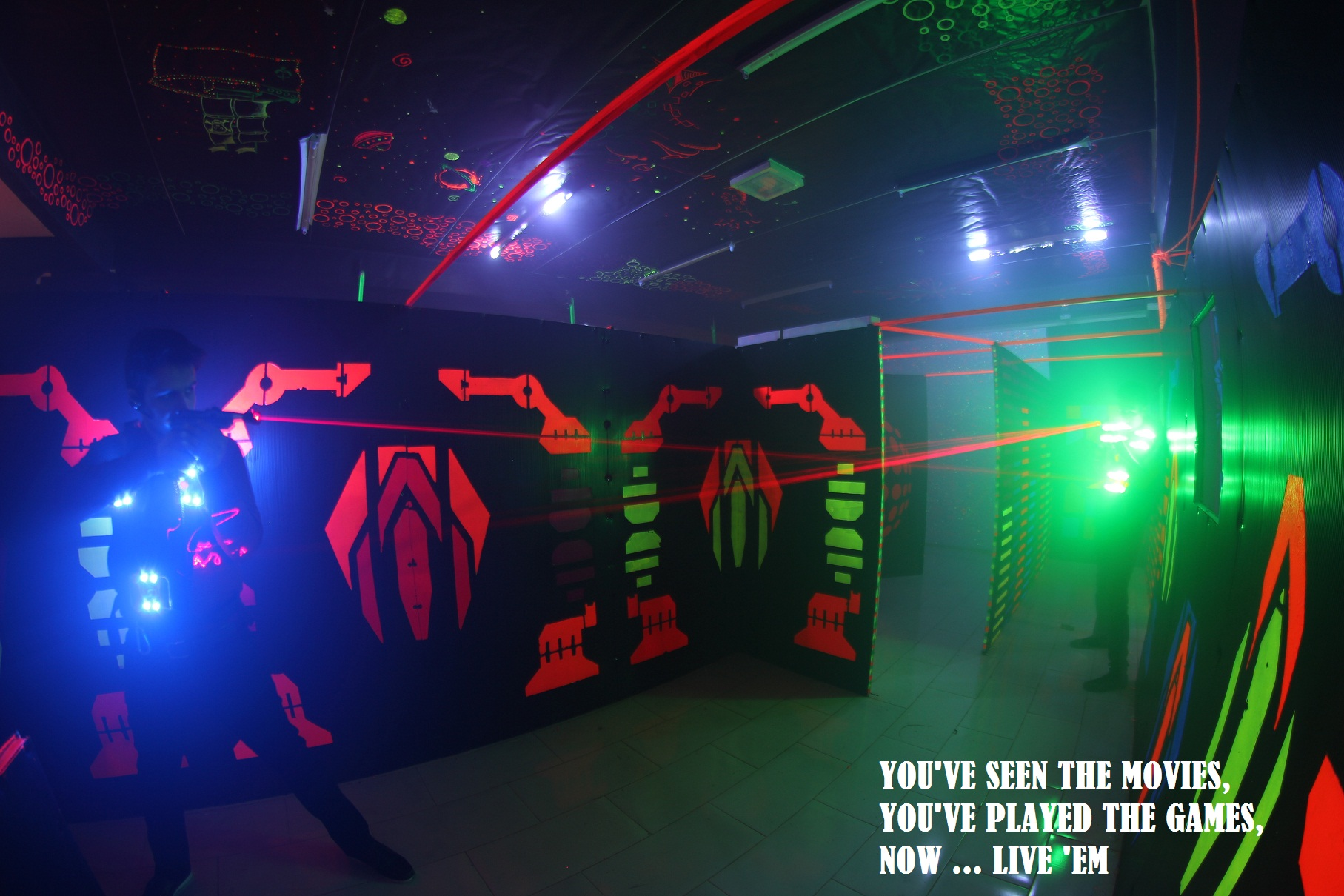
Interno di una sala per partite indoor

Particolarità del laser tag, che lo distinguono dagli altri giochi di simulazione combat è che è inequivocabile l'eliminazione dell'avversario e la possibilità, a fine gioco, di scaricare i propri punteggi su un computer per visualizzare le statistiche di ogni singolo giocatore quali:
- Totale proiettili sparati
- Totale proiettili a segno su nemici
- Totale nemici eliminati
- Totale proiettili a segno su amici
- Totale amici eliminati
- Percentuale precisione
- "Kit medici" ricevuti (che solitamente valgono come punti squadra)

## Attrezzatura
Non è prevista un'attrezzatura specifica ma la maggioranza dei partecipanti, per rendere il combat più realistico e per esigenze funzionali e tattiche, oltre che i già citati anfibi, ginocchiere e gomitiere, utilizza attrezzature che il più possibile si avvicinano a quelle realmente usate dai vari corpi militari quali:
- Tuta mimetica
- Gilet "tattici"
- Borraccia o camelback (anche chiamato set di idratazione, ovvero uno zainetto contenente una sacca d'acqua dalla capienza di 2 litri circa)
- Una mimetizzazione aggiuntiva (ghille, teli mimetici, passamontagna)
- Una ricetrasmittente, walkie-talkie o simile
- Una torcia per combattimenti notturni
- Visore notturno
- Mirino di precisione
- Fumogeni (purché l'uso sia precedentemente autorizzato dagli arbitri)

Visto il realismo di tale gioco è premura dei partecipanti organizzare il combat in modo da avvertire i residenti della zona circostante il campo di gioco e, in caso si incontrasse un estraneo al gioco, richiamare l'attenzione dei partecipanti dichiarando un fermo gioco per evitare panico, mettendo lo spettatore al corrente dell'innocuità della situazione.

## Media
- Al gioco sono ispirati la serie animata statunitense Lazer Tag Academy (1986) e i videogiochi Lazer Tag (1987) e Laser Arena (2000).
- Nella serie televisiva How I Met Your Mother (2005-2014), il personaggio Barney Stinson è un fanatico di laser tag, ci va almeno una volta a settimana ed è stato espulso molte volte a causa della sua eccessiva foga contro i bambini. Cerca sempre di invitare i suoi amici a giocare con lui ma sempre con scarso successo.